# 5038 Overbeek
Az 5038 Overbeek (ideiglenes jelöléssel 1948 KF) egy marsközeli kisbolygó. Johnson E. L. fedezte fel 1948. május 31-én.